# نياف فاهي
نيما فاهي (مواليد 13 أكتوبر 1987) هي لاعبة كرة قدم أيرلندية تلعب لنادي ليفربول في الدوري الإنجليزي الممتاز للسيدات. ومنتخب جمهورية أيرلندا لكرة القدم للسيدات.

## روابط خارجية
- نيما فاهي على موقع الاتحاد الأوربي (الإنجليزية)
- نيما فاهي على موقع قاعدة بيانات كرة القدم.إي يو (الإنجليزية)
- نيما فاهي على موقع Soccerway.com (الإنجليزية)
- نيما فاهي على موقع عالم كرة القدم.نت (الإنجليزية)